# Nullserie

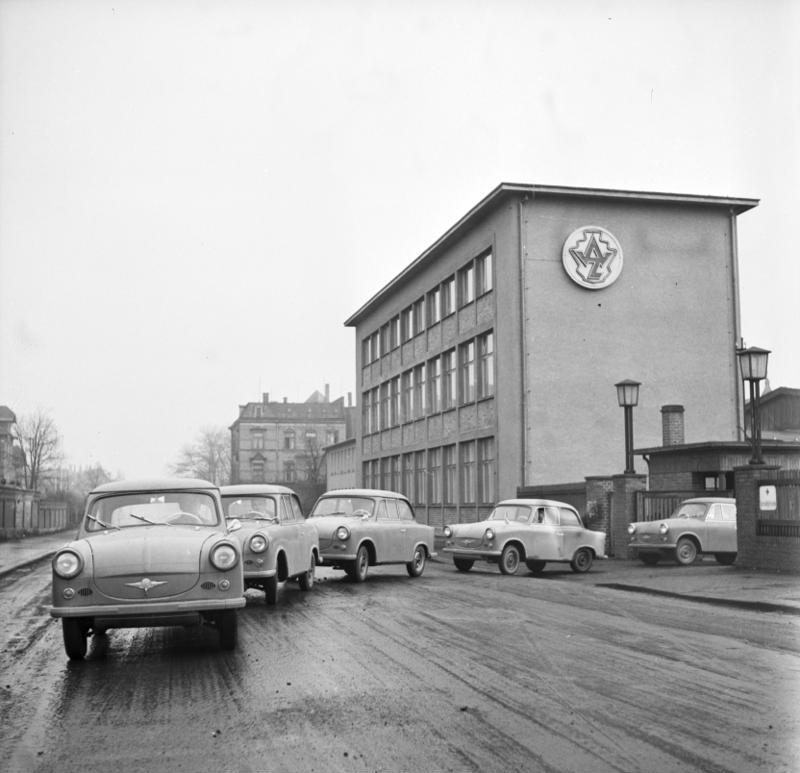
AWZ P 50 „Trabant“ aus der Nullserie verlassen im Januar 1958 das Werk

Mit Nullserie werden Produkte bezeichnet, die vor dem Anlaufen der Serienfertigung angefertigt werden, um produktionstechnische oder logistische Probleme und Schwachstellen aufzudecken und diese vor dem endgültigen Start der Serienfertigung noch zu beseitigen. Sie ist damit Bestandteil des Anlaufmanagements.
Im Rahmen des Produktentstehungsprozesses muss ein Produkt ausgiebig erprobt werden, bevor es die Serienreife erlangt hat und in den Verkauf gelangen kann. Noch vor der Nullserie wird bei technisch komplexen Produkten, bspw. bei einem Fahrzeug, eine erste Versuchsserie in der Entwicklungsabteilung (s. Prototyp (Technik)) und eine Pilotserie (englisch pilot run) in der Produktionsabteilung gefertigt, um die generelle Baubarkeit und Qualität eines Produktes zu überprüfen. Die Nullserie dient der Überprüfung und Sicherstellung der Produktions- und Produktqualität unter den Bedingungen der realen Serienfertigung, also mit den Maschinen und Arbeitsmitteln in der jeweiligen Fertigungshalle oder am Fließband. Für die Pilot- und Nullserien werden i.d.R  spezielle Vorserien-Stücklisten erstellt, um den jeweiligen Zeichnungstand der Bauteile jedes einzelnen Produktes zu dokumentieren und bei Problemen technische Änderungen zu veranlassen.
Nullserie und Pilotserie werden beide auch als Vorserie bezeichnet. Die Bauteile und Fertigungsmethode der Nullserie sollten möglichst genau der Serienfertigung entsprechen, weil diese bei vielen technischen Produkten eine Voraussetzung für behördliche Zulassung ist. So gelten in der EU umfangreiche rechtliche Vorschriften zur Zulassung eines Kraftfahrzeuges ECE-Homologation, die der Hersteller erfüllen und nachweisen muss.
Die Produkte aus der Nullserie gelangen jedoch üblicherweise nicht in den Verkauf, werden jedoch häufig für Ausstellungen, Messen oder bei Händlern als Käuferanreiz verwendet. Sollte dennoch ein Produkt einer Nullserie auf den freien Markt gelangen, erzielt dieses in einigen Produktgruppen teilweise einen enorm hohen Liebhaberpreis.
Nullserien werden bei nahezu allen Produkten gefertigt, von der einfachen Tasse über Fotoapparate bis hin zu Automobilen. Die Nullserie schließt die Phase der Vorserienfertigung ab und leitet zur Serienfertigung über. Sie hat daher auch einen zentralen Stellenwert im Rahmen der Produktionsplanung und -steuerung. In der Automobilindustrie gibt es inzwischen standardisierte Prozesse für den Serienanlauf, die von den Herstellern und Lieferanten im Rahmen des VDA abgestimmt werden.
Zu beachten ist allerdings, dass die Begriffe keiner Norm o. ä. unterworfen sind. So können die Bezeichnungen unterschiedlich verwendet werden, etwa indem die erste Hauptserie als Nullserie bezeichnet wird. Die Bezeichnung Nullserie bezieht sich dann z. B. auf eine erhöhte Test- oder Prüfabdeckung, wobei die gefertigten Güter normal auf den Markt gelangen.